# Meerbach (Main)
Der Meerbach, am Oberlauf Wildbach genannt, ist ein knapp 81⁄2 Kilometer langer Bach in der Schweinfurter Rhön (Hesselbacher Waldland) und ein rechter und nördlicher Zufluss des Mains in Bayern, der im unterfränkischen Landkreis Schweinfurt verläuft.

## Geographie

### Verlauf

#### Wildbach
Der Meerbach entsteht unter dem Namen Wildbach im Nördlichen Hesselbacher Waldland in der Üchtelhausener Gemarkung Hesselbach auf einer Höhe von 403 m ü. NHN. Er entspringt in der Feldflur Lange Heide zwischen dem knapp einen halben Kilometer im Westen liegenden und als Ortsteil zu Üchtelhausen gehörenden Dorf Hoppachshof und dem knapp 700 Meter südöstlich liegenden Pfarrdorf Hesselbach. Gut einen halben Kilometer ostnordöstlich seiner nur intermittierend wasserführenden Quelle entspringen die beiden Quellarme des Wollenbachs und in Hoppachshof liegt die Quelle des Höllenbachs. Im Quellgebiet steht Oberer Muschelkalk in Wechsellagen von grauen Ton- und Kalkmergelgesteinen an, über die sich fast ausschließlich Pararendzina und Rendzina abgelagert hat.
Der Wildbach fließt zunächst in südwestlicher Richtung durch Felder und kreuzt dann den alten Hoppachs Weg, der die Ortschaften Hoppachshof und Hesselbach verbindet und auf dem auch ein Radwanderweg verläuft. Gut einen halben Kilometer später unterfließt er den alten Hesselbacher Weg, der heute als SW 5 vom Üchtelhausener Weiler Thomashof nach Hesselbach führt.
Gesäumt von Büschen und Hecken und auf seiner linken Seite begleitet von einem Feldweg, zieht er nun durch das Ackerland der Flur Oeringer Serich. Westlich des 397 m ü. NHN hohen Fuchsbergs fließt ihm bei der Feldflur Loch auf seiner rechten Seite ein etwa 200 Meter langer, nur unbeständig wasserführender Feldgraben zu. Auf der anderen Seite steht dort in etwa 250 Metern Entfernung ein Windrad.
Etwas später verlässt der Bach die offene Flur und zieht auf seiner linken Seite knapp 200 Meter am Wald entlang. Er kreuzt dabei einen Wanderweg der Sektion Schweinfurt des Deutschen Alpenvereins. Dann knickt der Bach scharf nach Süden ab, dort setzt der Wald auch rechtsseits des Laufes ein. Knapp 300 Meter bachabwärts fließt ihm von seiner linken Seite der dort von naturnahen mesophilen Gebüschen gesäumte Graben am Linsenloch zu. Der Wildbach unterquert einen weiteren Radweg, passiert dabei die Gemarkungsgrenze von Hesselbach nach Üchtelhausen und betritt gleich darauf den westlichen Bereich des Landschaftsschutzgebiets Hausener Tal.
Zwischen den beiden mit strukturreichen Eichen-Hainbuchen-Wäldern bedeckten Hügeln an den Talflanken, dem 401 m ü. NHN hohen Thomasschlag im Westen und dem 388 m ü. NHN hohen Tannenbusch im Osten, fließt der Wildbach in einem schmalen Streifen mit Feldern und Wiesen südsüdwestwärts durch das nach ihm benannte, tief in den Muschelkalk eingeschnittene Wiesenkerbtal.
Südlich von Stelleinsranken schlägt der Bach einen sanften Bogen nach links und wird dann in der Flur Streitau auf seiner rechten Seite von einem etwa 200 Meter langen und nur unbeständig wasserführenden Graben gespeist. Der Wildbach zieht nun, etwa einen Kilometer östlich des Pfarrdorfs Üchtelhausen, am Ostfuße des 384 m ü. NHN hohen Wachtelbergs in südsüdöstlicher Richtung etwa 700 Meter am Rand der rechts liegenden Waldflur Stöckach entlang. Auf der anderen Seite säumen ihn dort Wiesen und Felder. Er wendet sich dann nach Südsüdwesten, kreuzt danach einen Radweg, kurz nach dem ihm bei der Flur Saure Wiesen auf seiner rechten Seite ein etwa 600 Meter langer, aber unbeständig wasserführender Graben zufließt. Gleich darauf wird der Bach durch eine etwas stärkere Quelle gespeist; ab dort führt er ganzjährig Wasser. Etwas bachabwärts wird er auf seiner linken Seite von dem Abfluss einer weiteren permanent wasserführenden Quelle verstärkt.
Der Wildbach schlägt nun einen Bogen nach rechts und fließt dann in westlicher Richtung durch die Flur Esbachwiesen am Nordrand des Fauna-Flora-Habitats Forst Dianenslust und Stadtwald Schweinfurt entlang. Er quert einen Feldweg und nimmt dann auf seiner rechten Seite einen weiteren Graben auf. Auf der anderen Seite steht dort unweit des Bachs am Rand des Waldstücks Schäfer-Schlag der Bildstock Schäfer Marterl. Begleitet von einem Feldweg, läuft der Bach dann den Nordostrand des Fauna-Flora-Habitats entlang und wird, hundert Meter später südlich des Erbbergs, von dem aus dem Westen von der Blauen Leite kommenden Schindgraben verstärkt.
Er betritt nun das Vogelschutzgebiet Dianenslust, schlängelt sich dann im Forst Dianenslust in einem schmalen Grünstreifen südsüdwestwärts durch ein enges, bewaldetes Tal und erreicht nach gut 700 Metern die Gemarkungsgrenze von Üchtelhausen zu Mainberg, die gleichzeitig auch die Gemeindegrenze von Üchtelhausen und Schonungen ist. Ungefähr in diesem Bereich nimmt er den Namen Meerbach an; wo genau jedoch dieser Namenswechsel erfolgt, darüber gibt es unterschiedlich Angaben. Während auf der topographischen Karte von 1954 die Bezeichnung „Meerbach“ schon ziemlich nördlich erscheint, findet man den Namen bei der Parzellarkarte und der Webkarte erstmals auf dem Gebiet der Gemeinde Schonungen.

#### Meerbach
Der Meerbach mäandert nun, rechts von einem Waldweg und links vom Fernwanderweg Friedrich-Rückert begleitet, südwärts durch den tiefen Taleinschnitt der Schenkelleite und markiert dabei in etwa die Gemeindegrenze von Üchtelhausen und Schonungen. Im untersten Bachgrund dominieren Lehme und Sande, die von Gleye- sowie kalkhaltigen Gleyeböden überlagert wurden. Die Hänge sind bedeckt mit Eichen-Hainbuchen-Wäldern und werden durch Wechsellagen von dichten, sparitischen und blaugrauen Kalkgestein sowie grauen bis dunkelgrauem Tonmergelsteinlagen des oberen Muschelkalks geprägt. Darüben haben sich auf seiner rechten Seite Braunerde- und auf der linken Seite fast ausschließlich Pararendzinaböden abgelagert. Es fließen ihm dabei auf seiner linken Seite zwei Waldbächlein zu. Nach gut einem Kilometer verabschiedet er sich von Üchtelhausen, betritt nun endgültig die Gemarkung Mainberg und nimmt dort, diesmal auf seiner rechten Seite, ein gut einen halben Kilometer langes Bächlein auf.
Der Bach läuft nun südsüdostwärts durch sein bewaldetes Tal, wobei ihn auf seiner linken Seite zwei weitere Bächlein speisen, und erreicht nach gut einem halben Kilometer den Nordrand von Maintal. Er verlässt dort das Landschaftsschutzgebiet, das Fauna-Flora-Habitat und das Vogelschutzgebiet und wird auf seiner linken Seite vom Hüttenbach gestärkt. Bei der Liborius-Wagner-Straße verschwindet der Bach verrohrt in den Untergrund. Er zieht dann unterirdisch verdolt fast südwärts zwischen der Liborius-Wagner-Straße auf seiner linken Seite und der Grundstraße auf der rechten entlang, unterfließt dabei den Friedhof und unterquert dann beim Spielplatz Mainberg die Schloßparkstraße. Danach unterfließt er das Gebäude der Freiwilligen Feuerwehr Mainberg und nimmt südlich des Rastplatzes Schloßpark auf seiner linken Seite seinen letzten Zufluss auf. Er schwenkt nun nach Südwesten, läuft dann zwischen der Grundstraße und der Ernst-Sachs-Straße entlang und unterfließt danach die Straße Am Schulberg. Dann fließt er südsüdwestwärts an der Kirche St. Michael vorbei. Östlich der Kirche liegt das Gasthaus Zum Schwarzen Adler und im Nordosten des Gasthauses steht das Schloss Mainberg mit der südlich davon liegenden Amtskellerei.
Der Meerbach unterquert die dort Mainleite genannte St 2447 und die Gleisanlagen der Bahnstrecke Bamberg–Rottendorf. Jenseits tritt er wieder ins Freie, kreuzt noch einen Radweg und mündet schließlich auf einer Höhe von 208 m ü. NHN von rechts in den aus dem Südosten heranziehenden Main.

### Einzugsgebiet
Das etwa 8,9 km² große Einzugsgebiet des Meerbachs liegt im Naturraum Hesselbacher Waldland, der auch als Schweinfurter Rhön bekannt ist, und wird durch ihn über den Main und den Rhein zur Nordsee entwässert.
Das Einzugsgebiet erstreckt sich als allenfalls 1,7 km breiter Streifen vom Ursprung auf der Langen Heide etwa 7 km südsüdwestwärts bis zur Mündung in Mainberg.
Der mit 423 m ü. NHN höchste Punkt liegt an seiner Nordspitze beim Wasserreservoir am Golfplatz bei Hoppachshof. Zuoberst im Einzugsgebiet ist die Landschaft offen, bald aber tritt der Bach in ein größes Waldgebiet ein, das rechtsseits des Laufes von einer großen Rodungsinsel um Üchtelhausen unterbrochen wird. Offen ist auch die linke Randhöhe im Bereich des Unterlaufs. In den waldfreien Arealen wird fast überall Ackerbau betrieben.
Reihum grenzen die Einzugsgebiete der folgenden Nachbargewässer an:
- Jenseits eines nur kurzen Stücks nördlicher Wasserscheide entwässert der Erlenbach über Maß, Lauer und zuletzt Fränkische Saale weit abwärts des Meerbachs in den Main;
- im Osten sammelt der vorige rechte Mainzufluss in Schonungen Hausener Mühlbach den Abfluss zur anderen Seite, der anfangs über seinen linken Oberlauf Wollenbach und danach lange über seinen rechten Oberlauf Grundwiesentalbach konkurriert;
- im Westen grenzt längstenteils das Einzugsgebiet des Höllenbachs an, des nächsten bedeutenden rechten Mainzuflusses bei Schweinfurt.

### Zuflüsse
Liste einer Auswahl der Zuflüsse von der Quelle zur Mündung.
- Graben am Linsenloch, von links und Osten auf etwa 355 m ü. NHN ca. 2,1 km nordöstlich von Üchtelhausen, ca. 0,5 km[23] und ca. 0,2 km².[23] Unbeständig.
- Schindgraben, von rechts und Westen auf etwa 300 m ü. NHN ca. 1,3 km südöstlich von Üchtelhausen, ca. 0,6 km[23] und ca. 0,3 km².[23] Unbeständig.
- Hüttenbach[24], von links und Osten auf etwa 225 m ü. NHN in Mainberg, 0,4 km[23] und ca. 0,4 km².[23]

## Tourismus

### Freizeit und Erholung
Eine Anzahl von Wander- und Radwege führen durch das Einzugsgebiet des Meerbachs.

### Sehenswürdigkeiten

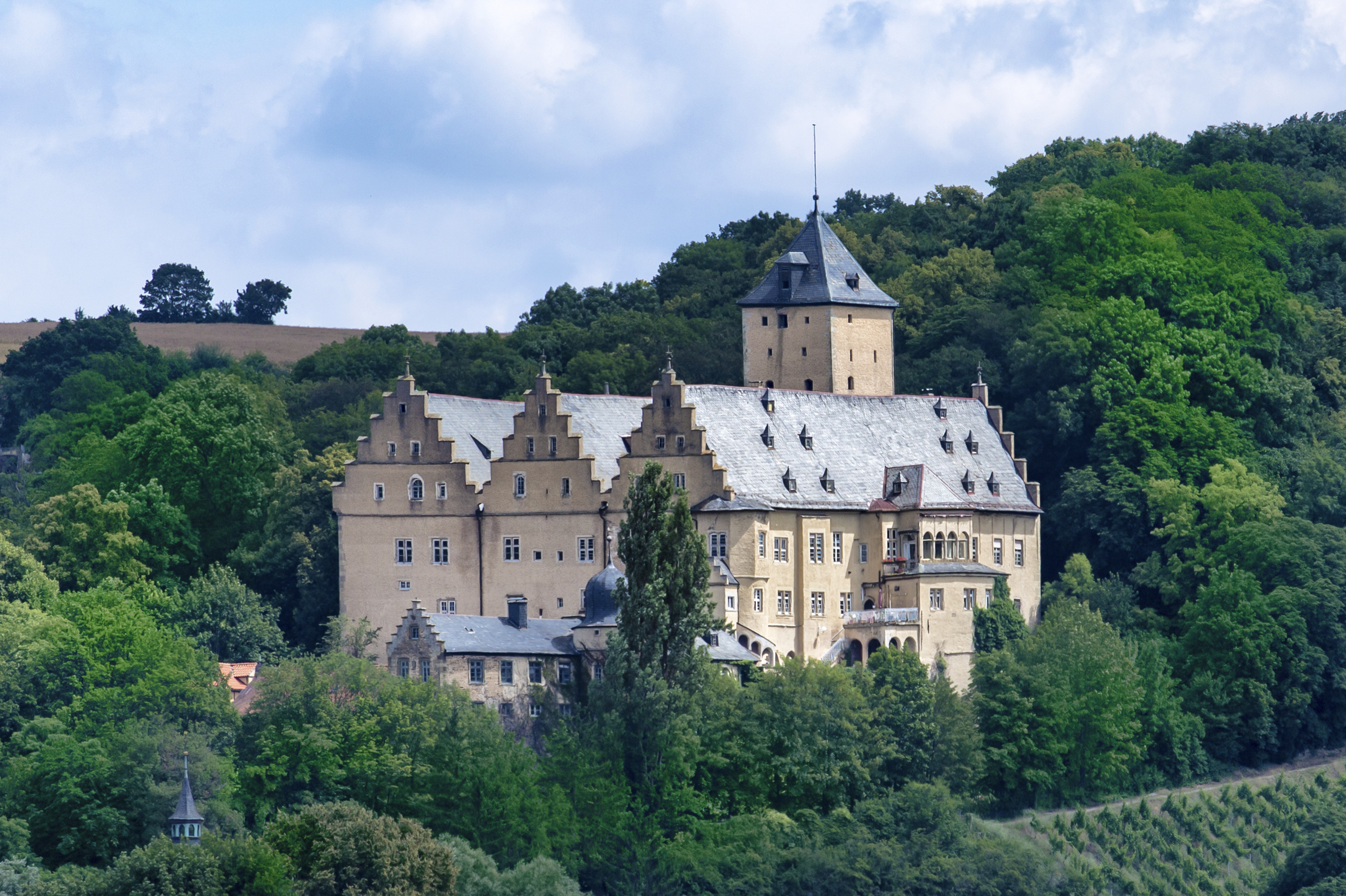
Schloss Mainberg
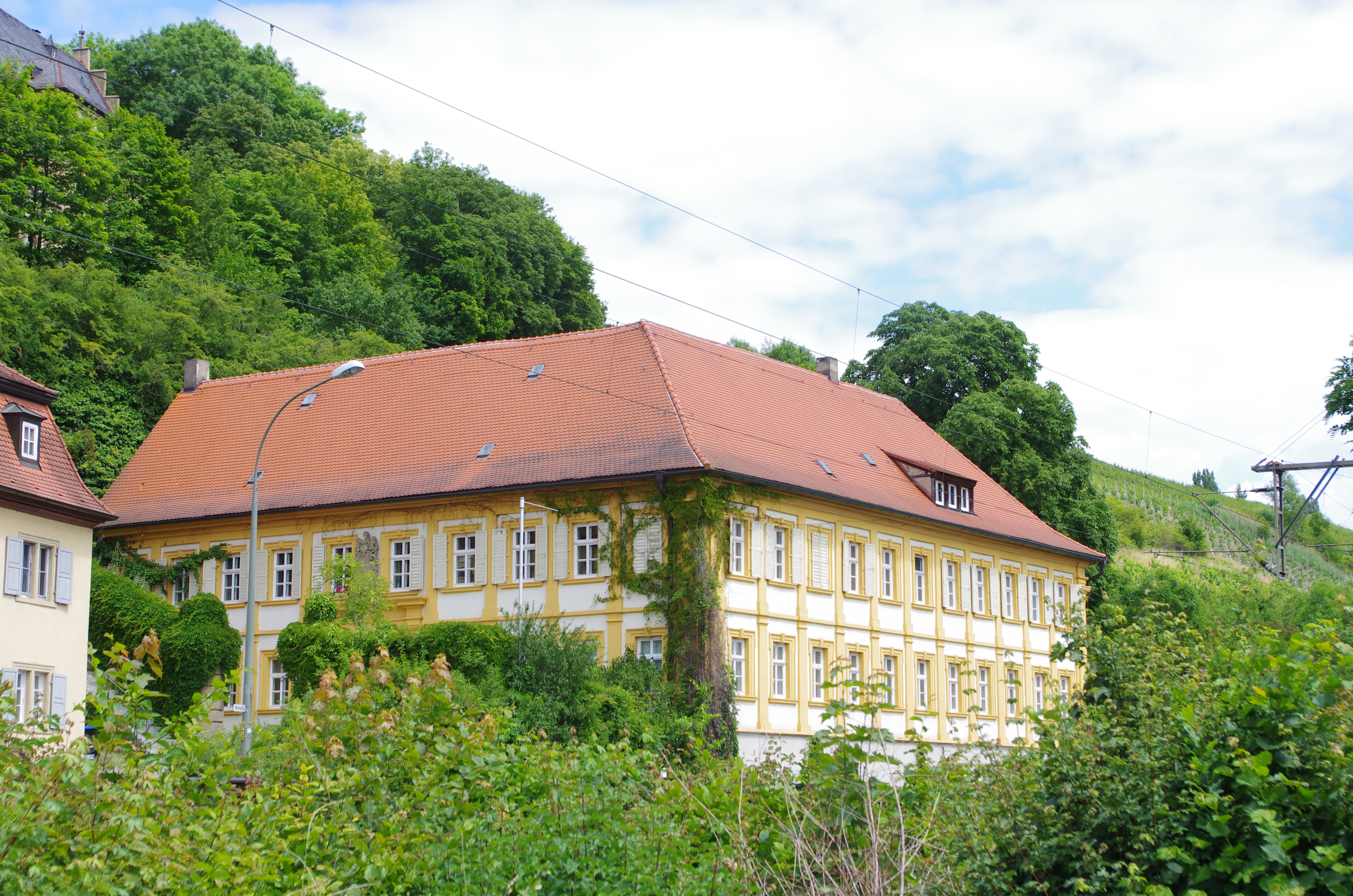
Amtskellerei
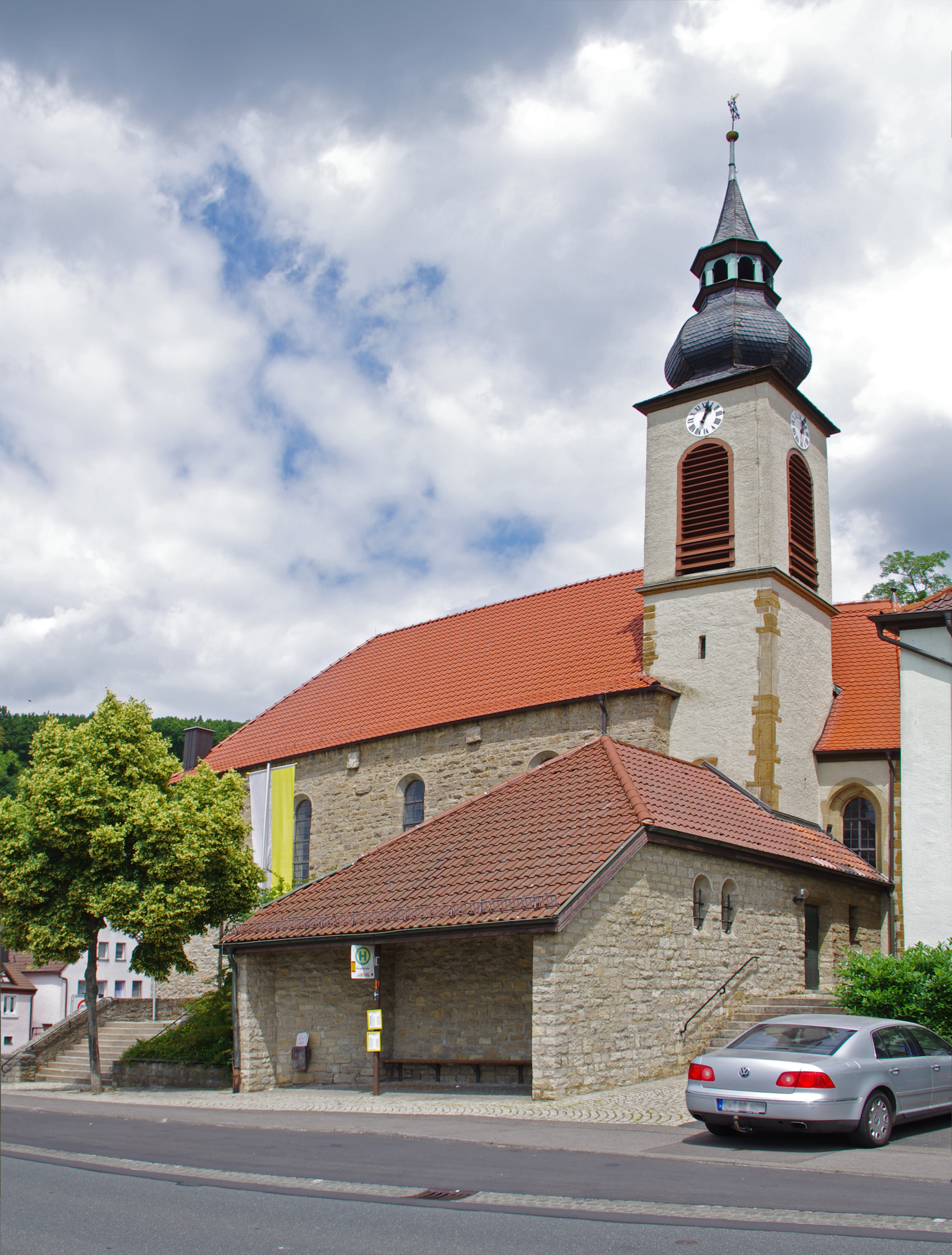
Kirche St. Michael
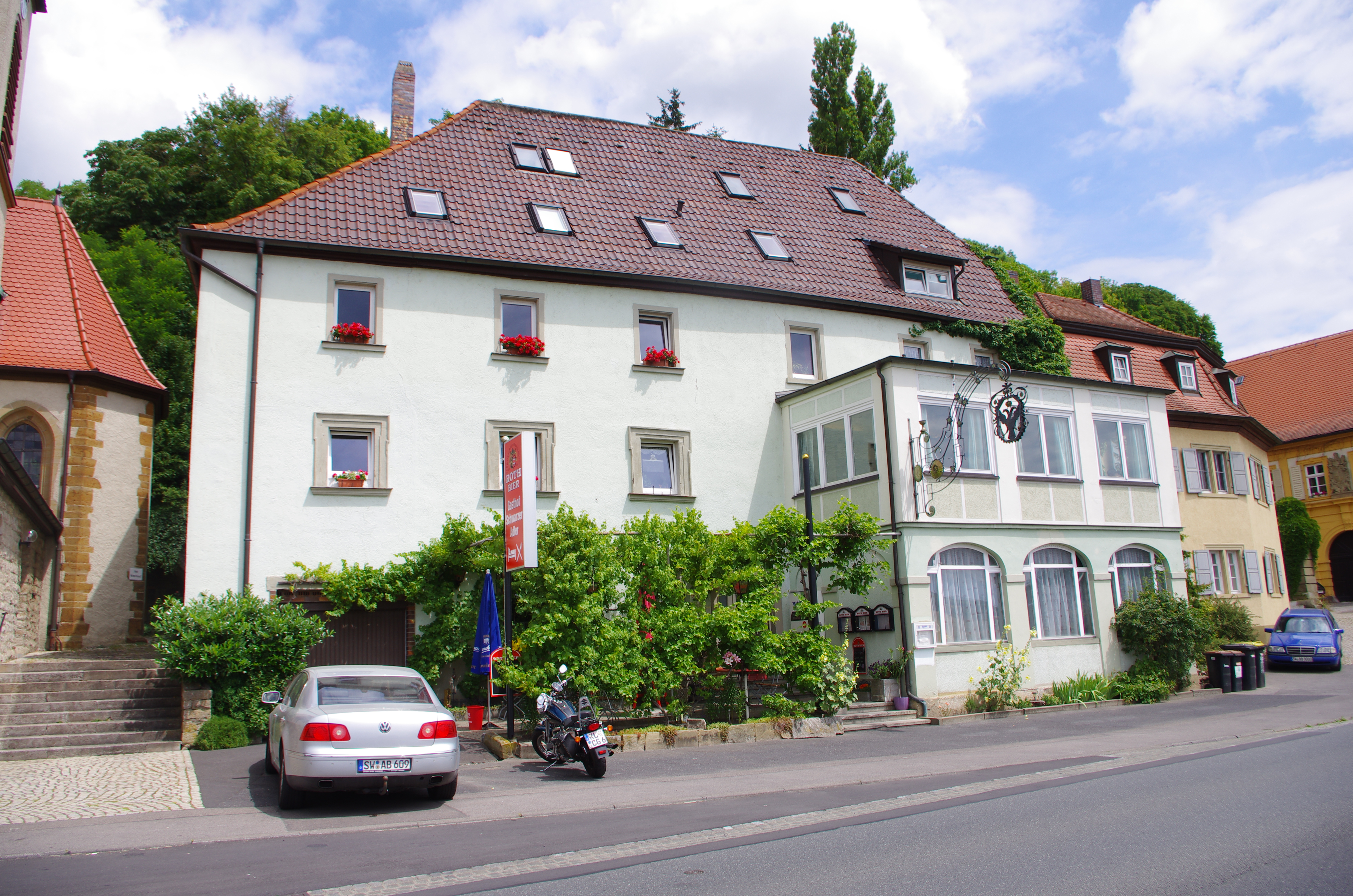
Gasthaus Zum Schwarzen Adler